# Grand Prix automobile des Pays-Bas 1959
GP précédent GP suivant
Le Grand Prix des Pays-Bas 1959 (VIII Grote Prijs van Nederland), disputé sur le circuit de Zandvoort le 31 mai 1959, est la soixante-dix-huitième épreuve du championnat du monde de Formule 1 courue depuis 1950 et la troisième manche du championnat 1959.

## Contexte avant la course

### Le championnat du monde
Après une saison 1958 particulièrement dramatique, l'année 1959 marque un tournant dans l'univers de la Formule 1. Dernier pilote titré, Mike Hawthorn a été victime d'un accident mortel quelques mois après l'annonce de sa retraite sportive. Juan Manuel Fangio ayant définitivement raccroché son casque, les plateaux de Grand Prix ne comptent plus que quelques pilotes de renom, dont Stirling Moss (qui court désormais pour une écurie privée) et Jean Behra, qui a récemment intégré la Scuderia Ferrari. On assiste également au chant du cygne des monoplaces à moteur avant depuis les récents succès des petites Cooper à moteur central arrière. Le constructeur britannique s'est à nouveau imposé à Monaco lors de la manche inaugurale, qui a vu le succès de la valeur montante Jack Brabham, qui s'était également imposé hors championnat à l'International Trophy.

### Le circuit
Situé en Hollande-Septentrionale, non loin d'Haarlem, le circuit permanent de Zandvoort fut inauguré le 7 août 1948, à l'occasion d'un Grand Prix remporté par le Prince Bira à la moyenne de 117,9 km/h. Tracée dans les dunes longeant la mer et balayée par les vents, la piste se caractérise par la présence quasi permanente de sable, avec des conditions d'adhérence en constante évolution. Le record de la piste est détenu depuis 1958 par Stirling Moss, auteur d'un tour à 154,7 km/h de moyenne au volant de sa Vanwall lors du dernier Grand Prix.

## Monoplaces en lice
- Ferrari Dino 246 "Usine"

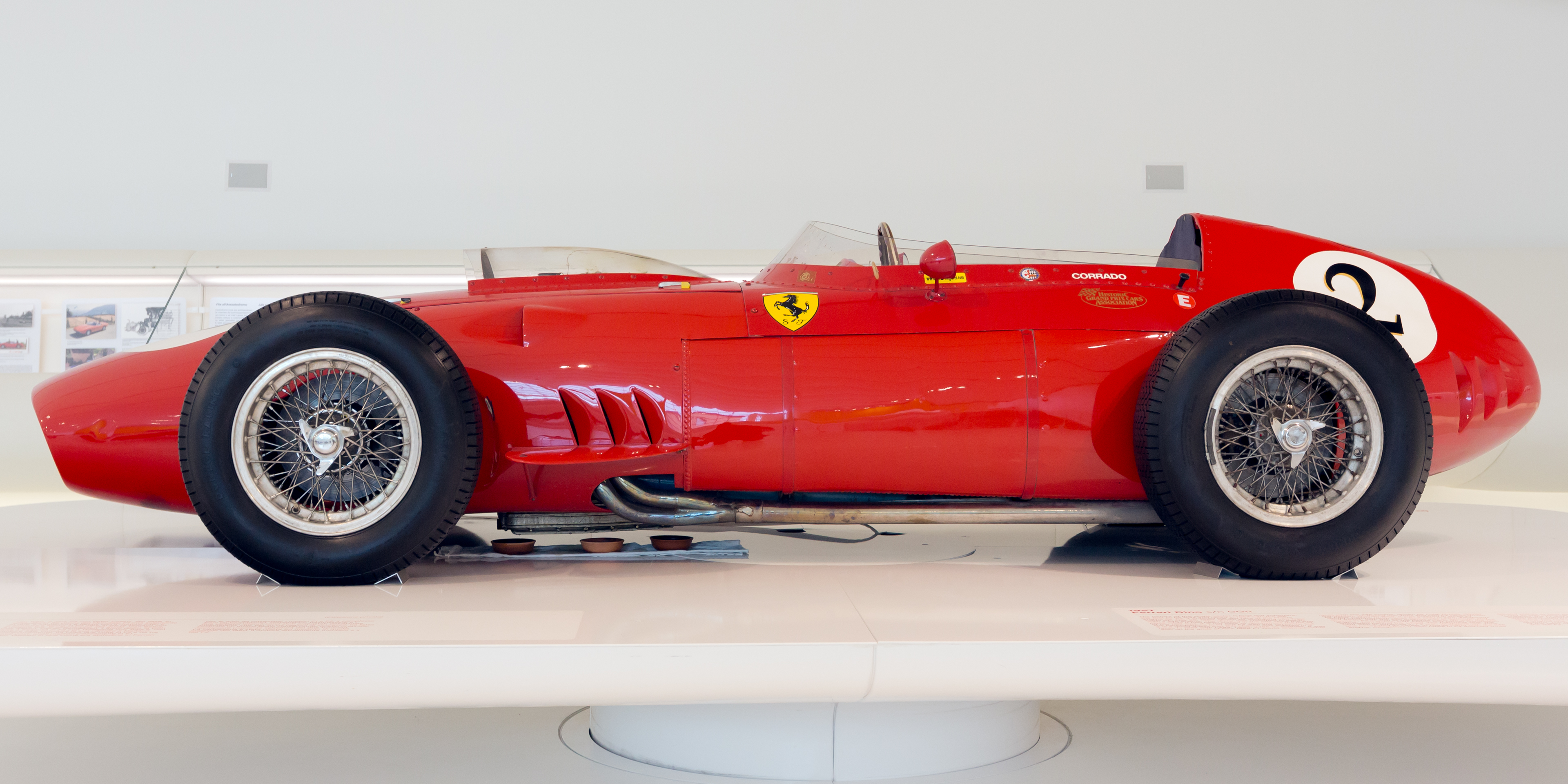
La puissante Ferrari Dino 246, légèrement retouchée pour la saison 1959.

La Scuderia Ferrari a engagé trois Dino 246 pour Jean Behra, Tony Brooks et Phil Hill, Cliff Allison étant pilote de réserve. Ces monoplaces ont été légèrement améliorées depuis la saison précédente : la carrosserie a été affinée, les freins à disque Dunlop ont été adoptés, elles disposent désormais d'une boîte cinq vitesses et d'une suspension arrière à ressorts hélicoïdaux. En ce début de saison, le moteur V6 de 2417 cm3 (290 chevaux à 8 300 tr/min) est généralement préféré à la version '256' (2451 cm3, 300 chevaux), pas tout à fait au point et montée uniquement sur le châssis de réserve (châssis expérimental à empattement raccourci) dont pourra disposer Behra. Englebert ayant renoncé à la compétition automobile, les Ferrari sont maintenant équipées de pneumatiques Dunlop. 
- Cooper T51 "Usine"

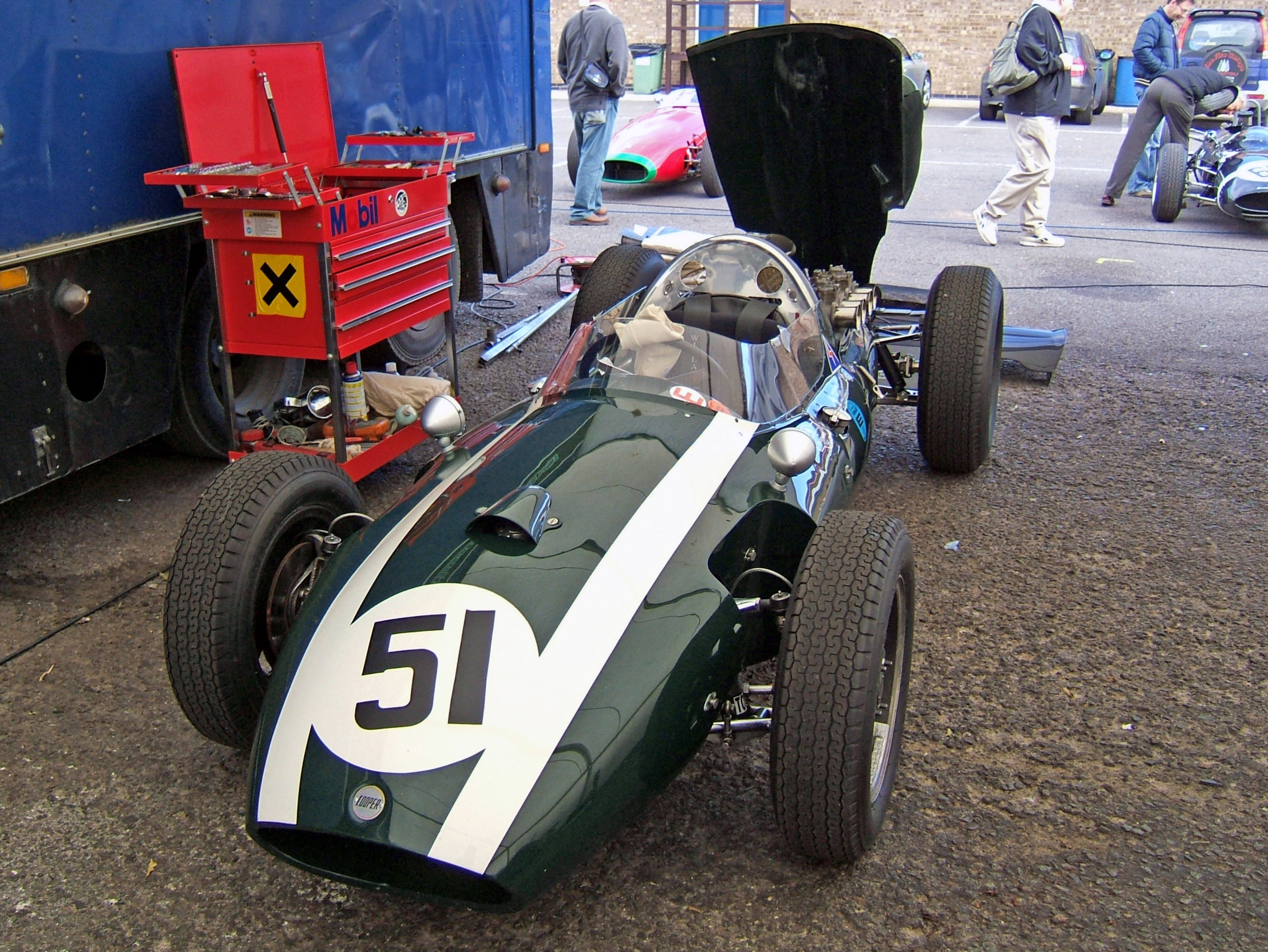
Une Cooper T51 lors d'une manifestation historique.

L'équipe de John Cooper dispose de deux T51. Ces monoplaces à moteur central arrière rompent avec la conception classique de leurs concurrentes à moteur avant. Bien que nettement moins puissante que les Ferrari (dans sa version 2495 cm3, le moteur Coventry Climax FPF développe 220 chevaux à 6 750 tr/min), la petite Cooper (485 kg) a une nouvelle fois battu les monoplaces italiennes à Monaco grâce à Jack Brabham, son premier pilote, qui a énormément contribué à sa mise au point. Il sera une nouvelle fois épaulé par l'Américain Masten Gregory.
L'usine est épaulée par son principal client, Rob Walker, qui aligne ici deux T51 pour Stirling Moss (brillant mais malchanceux à Monaco) et Maurice Trintignant. Contrairement aux voitures officielles, ces deux monoplaces ne peuvent disposer de la boîte de vitesses Citroën ERSA élaborée par Brabham et sont équipées d'une boîte Colotti, jugée moins fiable.
- BRM P25 "Usine"

Malgré le potentiel de sa P25, dévoilée quatre ans plus tôt, la marque de Bourne est toujours à la recherche de sa première victoire en championnat. De nombreux problèmes de mise au point, en particulier au niveau du système de freinage, ont bien souvent privé l'équipe de résultats tangibles. Après l'avoir essayé à Monaco, Stirling Moss s'est montré très enthousiaste au sujet de ce modèle et a effectué pour la marque une longue séance de mise au point à Zandvoort une semaine avant le Grand Prix, permettant de résoudre les problèmes de freins et de parfaire la tenue de route. Forte de cet apport, l'équipe est donc très confiante pour la course, la légèreté (550 kg) et la maniabilité de cette monoplace de 250 chevaux étant d'importants atouts sur la piste hollandaise. Deux monoplaces ont été engagées pour Harry Schell et Joakim Bonnier.
- Lotus 16 "Usine"

Accusant seulement 450 kg sur la balance, la Lotus Type 16, conçue par Colin Chapman, est la monoplace la plus légère du plateau. Elle est animée par le même moteur Climax FPF que les Cooper, mais monté en position classique. Réputées fragiles et délicates à piloter, ces monoplaces apparues au cours de la saison précédente n'ont à ce jour obtenu aucun résultat probant. Deux voitures ont été engagées, Graham Hill étant par épaulé Innes Ireland, qui débute dans l'équipe en remplacement de Pete Lovely.
- Aston Martin DBR4 "Usine"

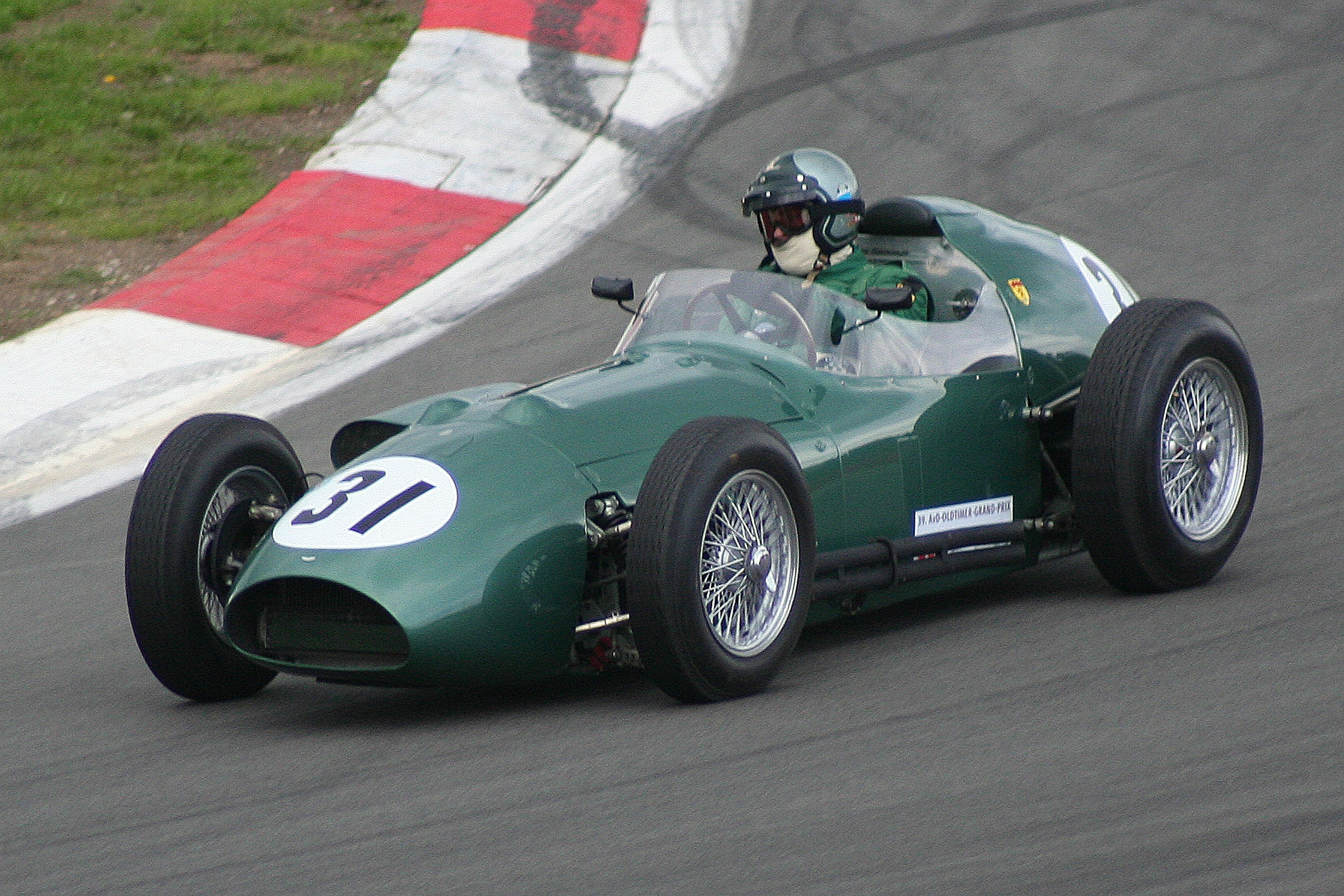
La nouvelle Aston Martin DBR4 (ici lors d'une course historique).

Très impliquée dans les épreuves d'endurance, la marque britannique a dès 1956 développé en parallèle un projet de formule 1. Après deux ans de gestation, la DBR4/250 fut prête au printemps 1958, mais le constructeur gela le projet pour donner la priorité au championnat des voitures de sport, principal objectif de la saison. Le Grand Prix des Pays-Bas constitue la première apparition en championnat de cette monoplace de 575 kg, animée par un moteur six cylindres de 280 chevaux, après des débuts encourageants lors de l'International Trophy quelques semaines plus tôt. Deux exemplaires sont présents, aux mains de Roy Salvadori et Carroll Shelby.
- Porsche RSK

Comme l'année précédente, l'aristocrate néerlandais Carel Godin de Beaufort pilote sa Porsche 718 RSK personnelle, sous les couleurs de l'écurie Maarsbergen. Bien qu'inscrite en catégorie formule 2, cette RSK est en fait une sport que le pilote utilise habituellement en endurance. Nettement moins performante que les monoplaces, elle ne peut prétendre à aucun résultat.

## Coureurs inscrits
| no | Pilote                  | Écurie                   | Constructeur | Modèle            | Moteur             | Pneumatiques |
| -- | ----------------------- | ------------------------ | ------------ | ----------------- | ------------------ | ------------ |
| 1  | Jean Behra              | Scuderia Ferrari         | Ferrari      | Ferrari Dino 246  | Ferrari V6         | D            |
| 2  | Tony Brooks             | Scuderia Ferrari         | Ferrari      | Ferrari Dino 246  | Ferrari V6         | D            |
| 3  | Phil Hill               | Scuderia Ferrari         | Ferrari      | Ferrari Dino 246  | Ferrari V6         | D            |
| 4  | Roy Salvadori           | David Brown Corporation  | Aston Martin | Aston Martin DBR4 | Aston Martin L6    | A            |
| 5  | Carroll Shelby          | David Brown Corporation  | Aston Martin | Aston Martin DBR4 | Aston Martin L6    | A            |
| 6  | Harry Schell            | Owen Racing Organisation | BRM          | BRM P25           | BRM L4             | D            |
| 7  | Joakim Bonnier          | Owen Racing Organisation | BRM          | BRM P25           | BRM L4             | D            |
| 8  | Jack Brabham            | Cooper Car Company       | Cooper       | Cooper T51        | Coventry Climax L4 | D            |
| 9  | Masten Gregory          | Cooper Car Company       | Cooper       | Cooper T51        | Coventry Climax L4 | D            |
| 10 | Maurice Trintignant     | Rob Walker Racing Team   | Cooper       | Cooper T51        | Coventry Climax L4 | D            |
| 11 | Stirling Moss           | Rob Walker Racing Team   | Cooper       | Cooper T51        | Coventry Climax L4 | D            |
| 12 | Innes Ireland           | Team Lotus               | Lotus        | Lotus 16          | Coventry Climax L4 | D            |
| 14 | Graham Hill             | Team Lotus               | Lotus        | Lotus 16          | Coventry Climax L4 | D            |
| 15 | Carel Godin de Beaufort | Ecurie Maarsbergen       | Porsche      | Porsche RSK       | Porsche F4         | D            |
| 16 | Cliff Allison           | Scuderia Ferrari         | Ferrari      | Ferrari Dino 246  | Ferrari V6         | D            |

## Qualifications

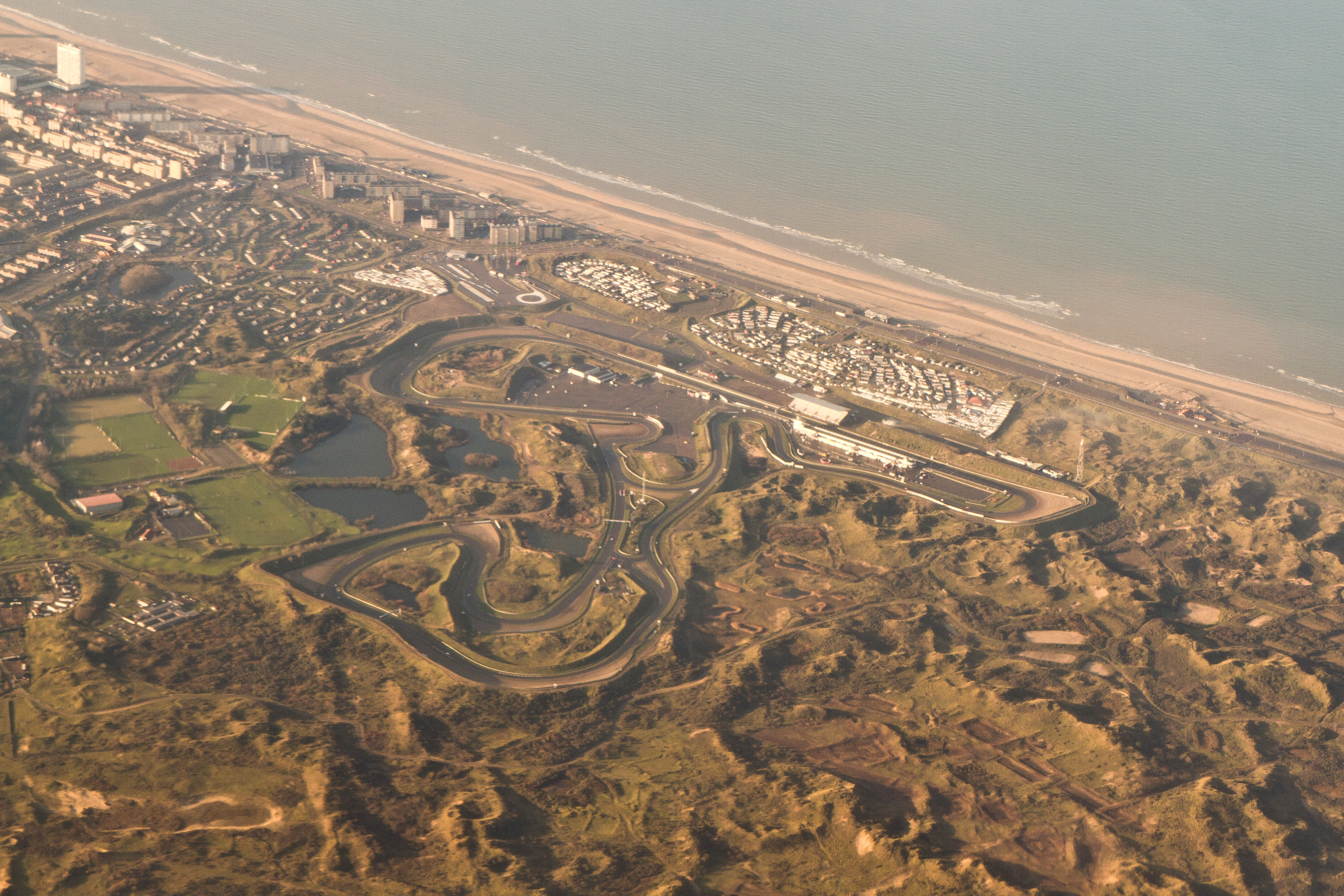
A quelques mètres de la plage, la piste de Zandvoort est souvent exposée aux forts vents marins.

Les essais qualificatifs se déroulent le vendredi après-midi et toute la journée du samedi précédant la course. Moss dispose de son habituelle Cooper au sein de l'écurie de Rob Walker, mais une semaine auparavant le pilote britannique a effectué près de cinq cents kilomètres sur la piste hollandaise au volant d'une BRM P25, modèle sur lequel il envisage de disputer les prochaines courses. Particulièrement familiarisé avec le circuit, il se montre d'emblée le plus rapide mais les vents violents ne lui permettent cependant pas d'approcher le record de la piste. Après leurs débuts encourageants hors-championnat à Silverstone, les nouvelles Aston Martin se montrent assez décevantes, le moteur manquant cruellement de reprise sur le tracé accidenté de Zandvoort.
Les conditions météo sont nettement meilleures le samedi, et Moss est à nouveau en tête d'affiche. En fin de matinée, il parvient à réaliser un tour à 156,9 km/h de moyenne. Le Britannique semble alors assuré de la pole position mais peu après Joakim Bonnier, sur sa BRM, tire le bénéfice des longues séances de mise au point effectuées par Moss et réalise un meilleur temps, à 157,2 km/h de moyenne. Au cours de l'après-midi, Jack Brabham va effectuer le même temps sur sa Cooper, reléguant Moss à l'extérieur de la première ligne. Handicapé par des blessures aux mains à la suite d'une chute de vélo, Schell, sur la seconde BRM, n'a pu en tirer tout le potentiel et s'élancera en troisième ligne, derrière la Ferrari de Jean Behra et la petite Lotus de Graham Hill, auteur d'une surprenante performance.
L'insistance du directeur sportif de la Scuderia Ferrari auprès des organisateurs quant à la participation d'une quatrième voiture a porté ses fruits : bien que n'ayant pas participé aux essais officiels, Cliff Allison est autorisé à prendre le départ de la course ; il s'élancera en dernière position au volant de la monoplace initialement dévolue à Behra, qui a préféré utiliser la voiture de réserve, plus puissante.

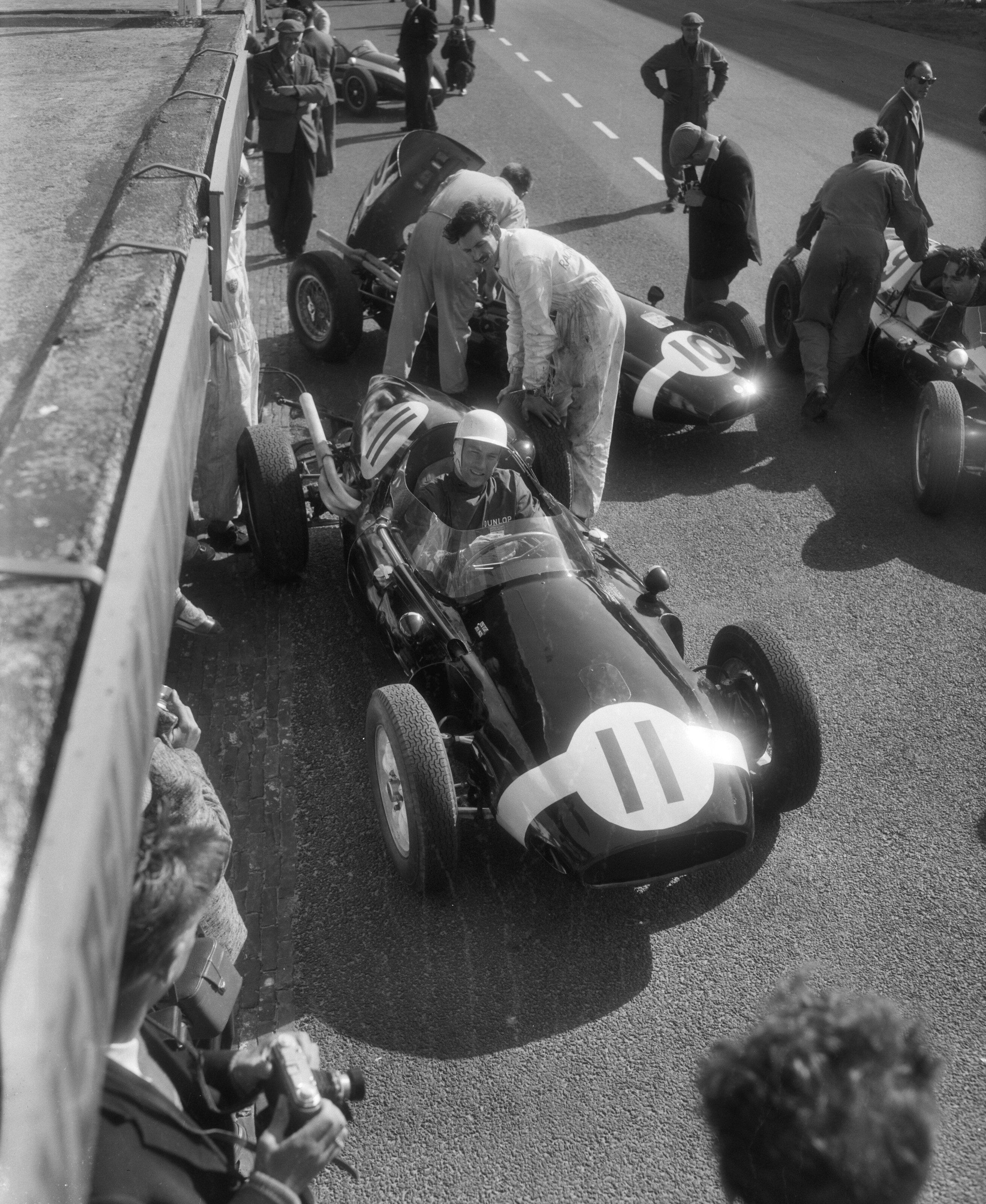
Stirling Moss au volant de la Cooper de Rob Walker lors des essais ; longtemps le plus rapide, le Britannique va être battu sur le fil par Bonnier et Brabham.

| Pos. | Pilote                  | Écurie        | Temps        | Écart   |
| ---- | ----------------------- | ------------- | ------------ | ------- |
| 1    | Joakim Bonnier          | BRM           | 1 min 36 s 0 |         |
| 2    | Jack Brabham            | Cooper-Climax | 1 min 36 s 0 | + 0 s 0 |
| 3    | Stirling Moss           | Cooper-Climax | 1 min 36 s 2 | + 0 s 2 |
| 4    | Jean Behra              | Ferrari       | 1 min 36 s 6 | + 0 s 6 |
| 5    | Graham Hill             | Lotus-Climax  | 1 min 36 s 7 | + 0 s 7 |
| 6    | Harry Schell            | BRM           | 1 min 37 s 3 | + 1 s 3 |
| 7    | Masten Gregory          | Cooper-Climax | 1 min 37 s 6 | + 1 s 6 |
| 8    | Tony Brooks             | Ferrari       | 1 min 37 s 9 | + 1 s 9 |
| 9    | Innes Ireland           | Lotus-Climax  | 1 min 38 s 3 | + 2 s 3 |
| 10   | Carroll Shelby          | Aston Martin  | 1 min 38 s 5 | + 2 s 5 |
| 11   | Maurice Trintignant     | Cooper-Climax | 1 min 38 s 7 | + 2 s 7 |
| 12   | Phil Hill               | Ferrari       | 1 min 39 s 2 | + 3 s 2 |
| 13   | Roy Salvadori           | Aston Martin  | 1 min 39 s 7 | + 3 s 7 |
| 14   | Carel Godin de Beaufort | Porsche (F2)  | 1 min 44 s 5 | + 8 s 5 |
| 15   | Cliff Allison           | Ferrari       | Pas de temps | -       |

## Grille de départ du Grand Prix
| 1re ligne | Pos. 3                              |                                  | Pos. 2                       |                                  | Pos. 1                          |
|           | Moss Cooper 1 min 36 s 2            |                                  | Brabham Cooper 1 min 36 s 0  |                                  | Bonnier BRM 1 min 36 s 0        |
| 2e ligne  |                                     | Pos. 5                           |                              | Pos. 4                           |                                 |
|           |                                     | G. Hill Lotus 1 min 36 s 7       |                              | Behra Ferrari 1 min 36 s 6       |                                 |
| 3e ligne  | Pos. 8                              |                                  | Pos. 7                       |                                  | Pos. 6                          |
|           | Brooks Ferrari 1 min 37 s 9         |                                  | Gregory Cooper 1 min 37 s 6  |                                  | Schell BRM 1 min 37 s 3         |
| 4e ligne  |                                     | Pos. 10                          |                              | Pos. 9                           |                                 |
|           |                                     | Shelby Aston Martin 1 min 38 s 5 |                              | Ireland Lotus 1 min 38 s 3       |                                 |
| 5e ligne  | Pos. 13                             |                                  | Pos. 12                      |                                  | Pos. 11                         |
|           | Salvadori Aston Martin 1 min 39 s 7 |                                  | P. Hill Ferrari 1 min 39 s 2 |                                  | Trintignant Cooper 1 min 38 s 7 |
| 6e ligne  |                                     | Pos. 15                          |                              | Pos. 14                          |                                 |
|           |                                     | Allison Ferrari pas de temps     |                              | Beaufort Porsche F2 1 min 44 s 5 |                                 |

## Déroulement de la course

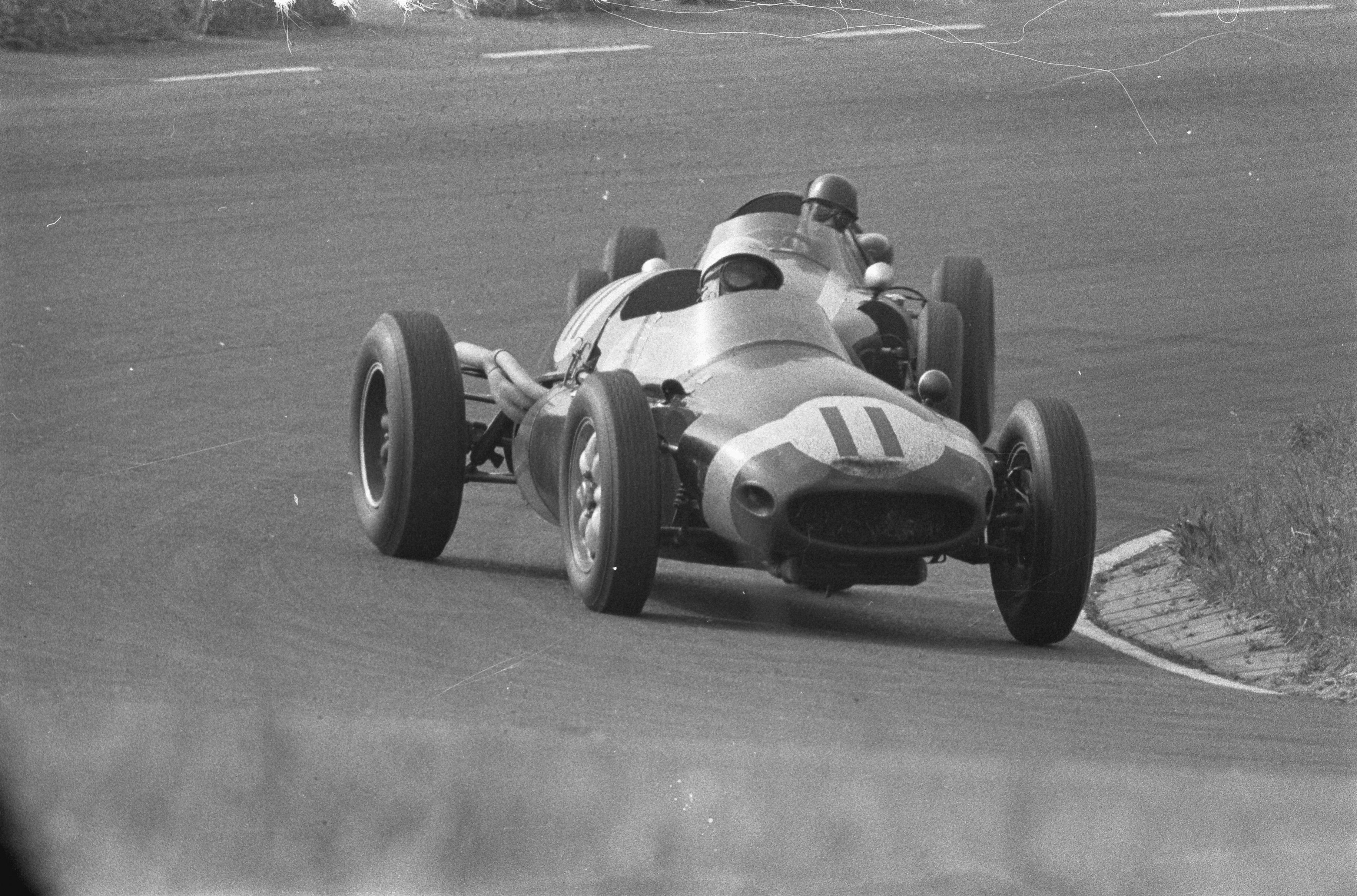
Stirling Moss, l'homme le plus rapide en course ; sa Cooper précède ici celle de Masten Gregory.

Un chaud soleil règne le dimanche de la course. Au départ, Joakim Bonnier exploite parfaitement sa pole position et inscrit sa BRM en tête dans le virage de 'Tarzan'. Il devance la Cooper de Masten Gregory qui a réalisé un superbe envol depuis la troisième ligne de la grille. Par contre, Stirling Moss, soucieux de ménager ses pneumatiques, a pris un départ hésitant et la Cooper bleue se fait déborder par la moitié du peloton. Au premier passage devant les stands, Bonnier et Gregory sont roues dans roues, ayant creusé un léger écart sur la Ferrari de Tony Brooks, à la tête d'un groupe de chasse composé de la BRM d'Harry Schell, la Cooper de Jack Brabham, la Ferrari de Jean Behra et la Lotus de Graham Hill. Au début du second tour, Gregory déborde Bonnier et prend la tête, sans toutefois parvenir à se détacher de son adversaire. Brabham dépasse rapidement Harry Schell, puis, au tour suivant, s'empare de la troisième place au détriment de Brooks. Très sous-vireuse, la Ferrari de Brooks ne permet pas à son pilote de défendre sa place, et le pilote britannique va graduellement rétrograder au classement, tout comme Schell, handicapé par des blessures aux mains. Au dixième tour, les deux hommes n'occupent plus que les septième et huitième positions, après avoir été successivement débordés par Behra, Graham Hill et Moss. Gregory occupe toujours le commandement de la course, talonné par Bonnier ; ils comptent plusieurs secondes d'avance sur Brabham, mais l'écart s'est stabilisé. Le duel entre les deux hommes de tête prend fin peu après lorsque Gregory est gêné par des problèmes de boîte de vitesses, Bonnier reprenant la première place. En quelques tours, Brabham est revenu dans les roues de son coéquipier Gregory, qui lui cède sa deuxième place. La lutte pour la quatrième place est intense entre Behra, Graham Hill et Moss, ces deux derniers échangeant leurs positions au cours du seizième tour. Dès lors, Moss se montre de plus en plus pressant envers Behra, mais le pilote Ferrari, malgré une voiture nettement moins à l'aise en courbe, parvient à rester devant. Au début du vingt-quatrième tour, Moss se porte à la hauteur de Behra en abordant le virage de 'Tarzan', que les deux monoplaces négocient côte à côte, le pilote britannique prenant l'avantage à la sortie. Quelques kilomètres plus loin, Graham Hill dépasse également la Ferrari, prenant la cinquième place, de façon très éphémère car quelques nuages de fumée envahissant l'habitacle incitent le pilote Lotus à stopper à son stand à la fin de la boucle suivante ; rien de sérieux n'est détecté, Hill repart peu après mais a perdu tout le bénéfice de son beau début de course, ayant chuté à la douzième place.

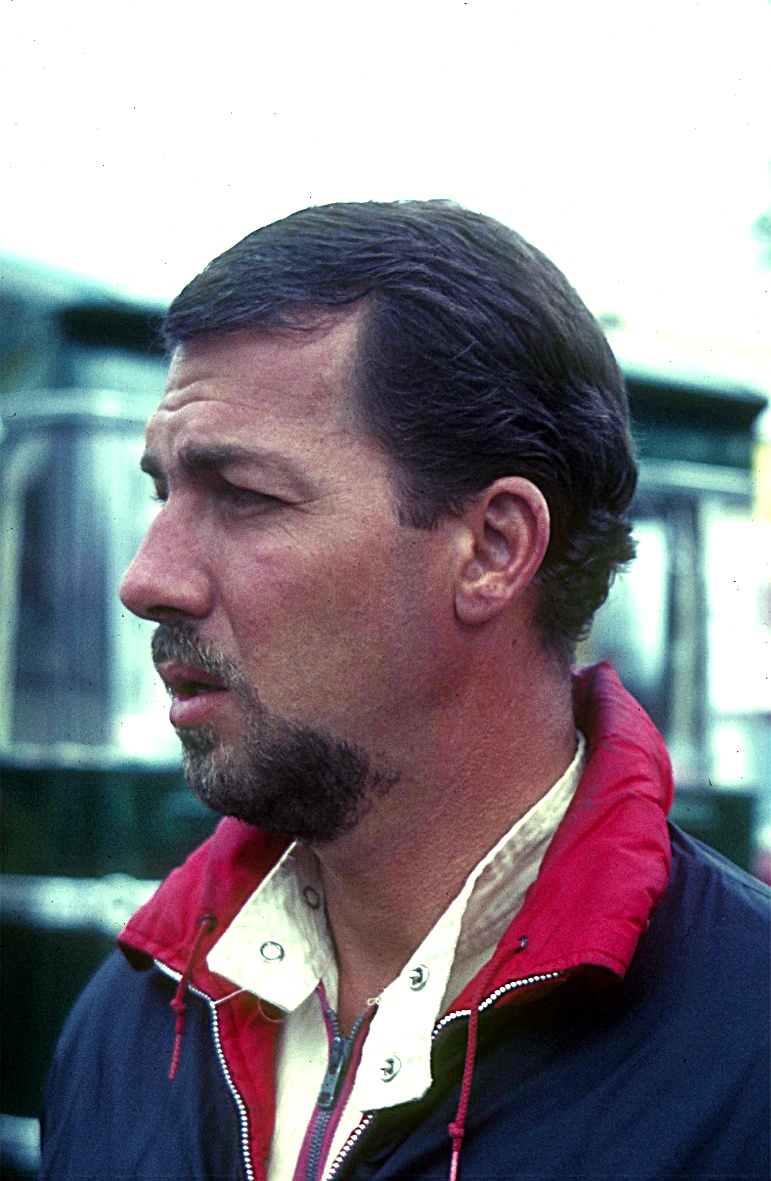
Le vainqueur : Joakim Bonnier

Devant, Brabham est passé à l'attaque et a nettement réduit son retard sur Bonnier. En quelques tours, dans un style acrobatique,, il revient dans ses roues et, au trentième passage devant les stands, l'Australien mène d'une courte tête. Bonnier semble battu mais trois tours plus tard Brabham connaît à son tour des problèmes de boîte de vitesses ; privé de son second rapport, il est contraint de laisser repasser son adversaire suédois. Les problèmes affectant les Cooper d'usine profitent à Moss. Il a facilement dépassé Gregory au vingt-septième tour et réduit progressivement son retard sur Brabham. Après avoir établi un nouveau record de la piste à plus de 156 km/h de moyenne, il rattrape le pilote australien à la fin du quarante-cinquième tour et le dépasse sans coup férir au bout de la ligne droite. Prenant rapidement du champ, il s'efforce maintenant de revenir sur Bonnier, dont le coéquipier Schell vient de renoncer, un bris de boîte de vitesses le privant de la cinquième place. Malgré un rythme soutenu, Bonnier ne peut empêcher Moss de réduire l'écart jusqu'à le rattraper au début du soixantième tour. Les deux hommes de tête sont en passe de prendre un tour à la Ferrari de Behra et Moss profite de la manœuvre pour s'emparer du commandement de la course. Il prend rapidement ses distances et semble se diriger vers la victoire lorsque trois tours plus tard il est à son tour victime d'un problème de boîte de vitesses ; il rejoint son stand sur sa lancée mais la boîte Colotti est irréparable et Moss doit une nouvelle fois renoncer. Bonnier retrouve la première place avec une avance d'autant plus confortable qu'aucune des deux Cooper qui le suivent ne fonctionne correctement. Le Suédois peut adopter un rythme de croisière jusqu'à la ligne d'arrivée qu'il franchit avec quatorze secondes d'avance sur Brabham. C'est sa première victoire en championnat, ainsi que pour BRM. Profitant des ennuis de tenue de route de Behra en fin d'épreuve, Innes Ireland obtient une méritoire quatrième place pour ses débuts en Grand Prix, justifiant sa titularisation au sein de l'équipe Lotus.

### Classements intermédiaires
Classements intermédiaires des monoplaces aux premier, cinquième, dixième, quinzième, vingtième, trentième, quarante-cinquième, cinquantième et soixantième tours.

### Classement de la course

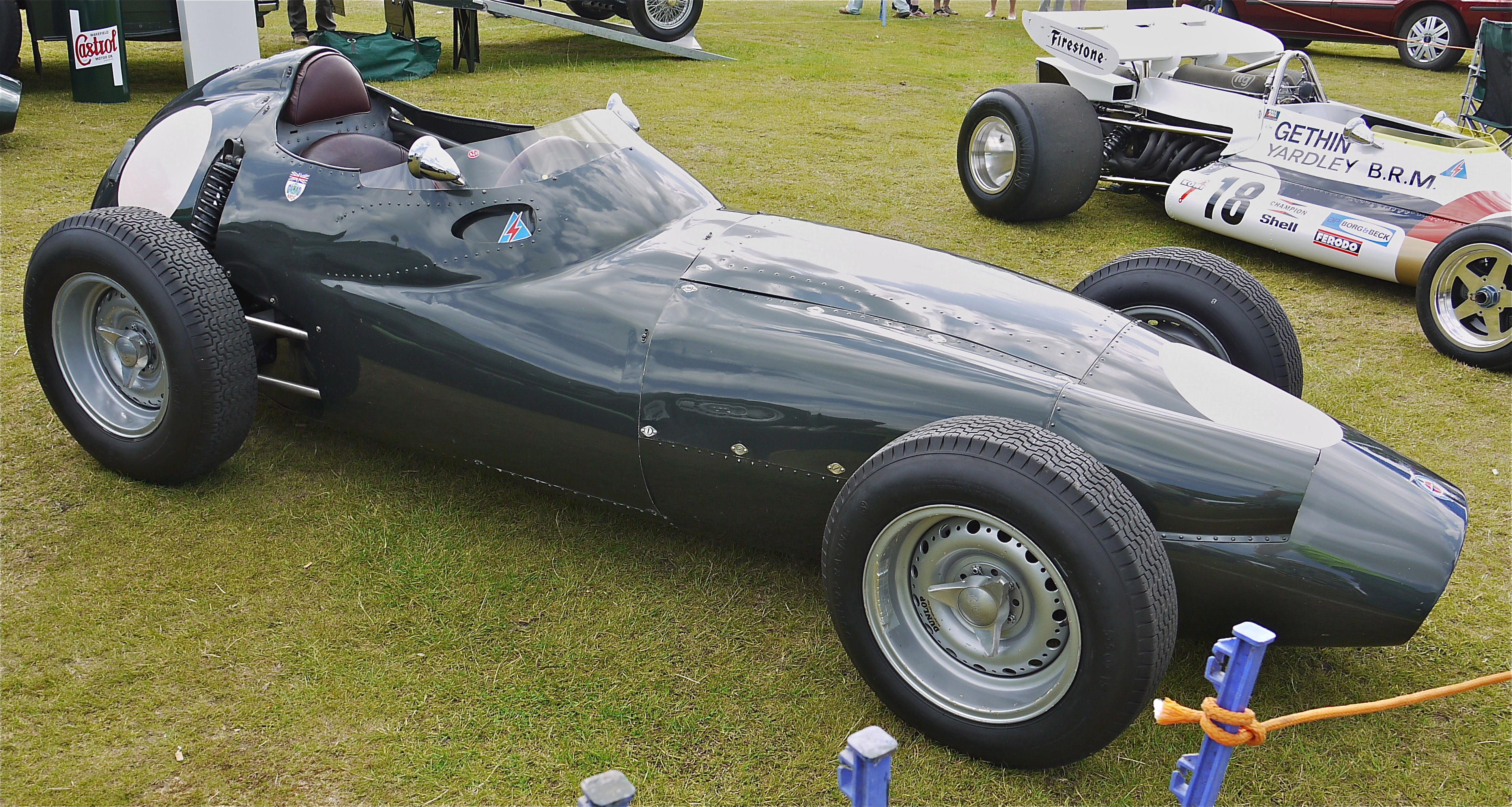
La BRM P25 apporte à la marque de Bourne sa première victoire en championnat du monde.

| Pos  | no | Pilote                  | Écurie        | Tours | Temps/Abandon     | Grille | Points |
| ---- | -- | ----------------------- | ------------- | ----- | ----------------- | ------ | ------ |
| 1    | 7  | Joakim Bonnier          | BRM           | 75    | 2 h 05 min 26 s 8 | 1      | 8      |
| 2    | 8  | Jack Brabham            | Cooper-Climax | 75    | + 14 s 2          | 2      | 6      |
| 3    | 9  | Masten Gregory          | Cooper-Climax | 75    | + 1 min 23 s 0    | 7      | 4      |
| 4    | 12 | Innes Ireland           | Lotus-Climax  | 74    | + 1 tour          | 9      | 3      |
| 5    | 1  | Jean Behra              | Ferrari       | 74    | + 1 tour          | 4      | 2      |
| 6    | 3  | Phil Hill               | Ferrari       | 73    | + 2 tours         | 12     |        |
| 7    | 14 | Graham Hill             | Lotus-Climax  | 73    | + 2 tours         | 5      |        |
| 8    | 10 | Maurice Trintignant     | Cooper-Climax | 73    | + 2 tours         | 11     |        |
| 9    | 16 | Cliff Allison           | Ferrari       | 71    | + 4 tours         | 15     |        |
| 10   | 15 | Carel Godin de Beaufort | Porsche       | 68    | + 7 tours         | 14     |        |
| Abd. | 11 | Stirling Moss           | Cooper-Climax | 62    | Boîte de vitesses | 3      | 1      |
| Abd. | 6  | Harry Schell            | BRM           | 46    | Boîte de vitesses | 6      |        |
| Abd. | 2  | Tony Brooks             | Ferrari       | 42    | Fuite d'huile     | 8      |        |
| Abd. | 5  | Carroll Shelby          | Aston Martin  | 25    | Moteur            | 10     |        |
| Abd. | 4  | Roy Salvadori           | Aston Martin  | 3     | Moteur            | 13     |        |

Légende:
- Abd.=Abandon

### Pole position et record du tour
- Pole position :  Joakim Bonnier en 1 min 36 s 0 (vitesse moyenne : 157,237 km/h). Temps réalisé lors de la séance d'essais du samedi 30 mai. (Jack Brabham a réalisé un temps identique lors de cette même journée[15]).
- Meilleur tour en course :  Stirling Moss en 1 min 36 s 7 au quarante-deuxième tour (vitesse moyenne : 156,261 km/h).

### Tours en tête
- Joakim Bonnier : 58 tours (1 / 12-29 / 34-59 / 63-75)
- Masten Gregory : 10 tours (2-11)
- Jack Brabham : 4 tours (30-33)
- Stirling Moss : 3 tours (60-62)

## Classement général à l'issue de la course
- Attribution des points : 8, 6, 4, 3, 2 respectivement aux cinq premiers de chaque épreuve et 1 point supplémentaire pour le pilote ayant accompli le meilleur tour en course (signalé par un astérisque).
- Pour la coupe des constructeurs, même barème mais seule la voiture la mieux classée de chaque équipe inscrit des points. Le point du meilleur tour en course n'est pas comptabilisé. Les 500 miles d'Indianapolis ne sont pas pris en compte pour cette coupe, la course n'étant pas ouverte aux monoplaces de formule 1.
- Le règlement permet aux pilotes de se relayer sur une même voiture, les points éventuellement acquis étant alors perdus pour pilotes et constructeur[15].

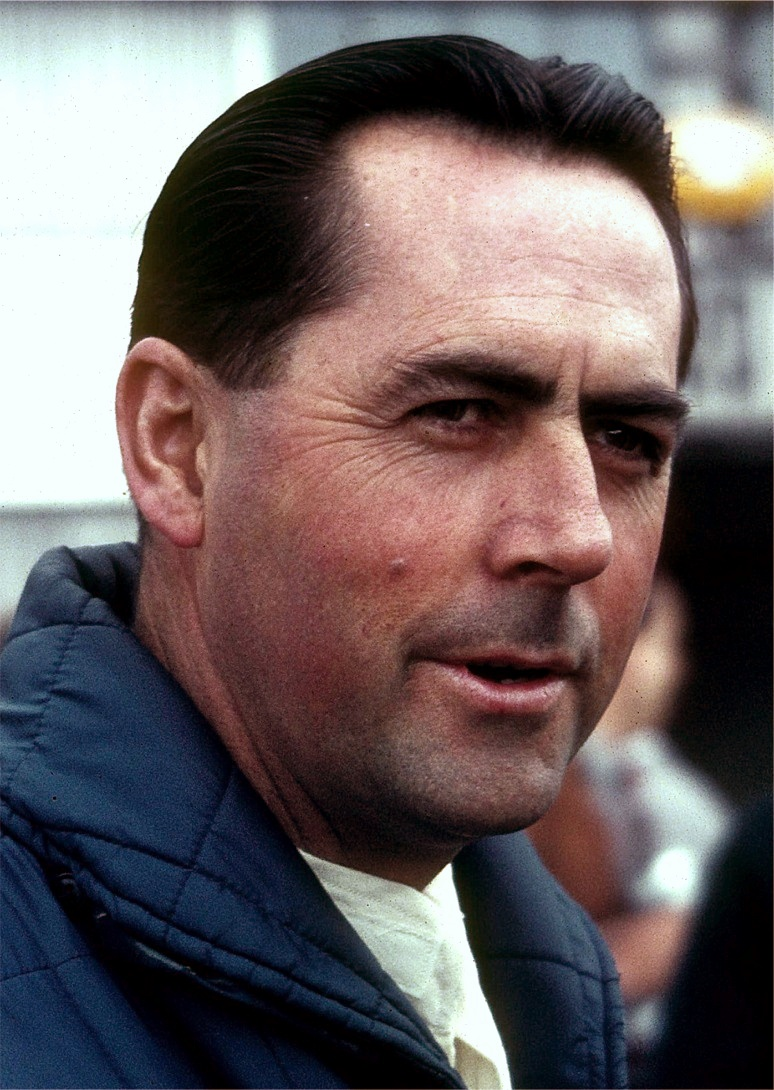
Second aux Pays-Bas malgré des problèmes de boîte de vitesses, Jack Brabham conforte sa position au championnat.

| Pos. | Pilote              | Écurie   | Points | MON | 500 | NL | FRA | GBR | ALL | POR | ITA | USA |
| ---- | ------------------- | -------- | ------ | --- | --- | -- | --- | --- | --- | --- | --- | --- |
| 1    | Jack Brabham        | Cooper   | 15     | 9*  | -   | 6  |     |     |     |     |     |     |
| 2    | Rodger Ward         | Watson   | 8      | -   | 8   | -  |     |     |     |     |     |     |
|      | Joakim Bonnier      | BRM      | 8      | -   | -   | 8  |     |     |     |     |     |     |
| 4    | Tony Brooks         | Ferrari  | 6      | 6   | -   | -  |     |     |     |     |     |     |
|      | Jim Rathmann        | Watson   | 6      | -   | 6   | -  |     |     |     |     |     |     |
| 6    | Johnny Thomson      | Lesovsky | 5      | -   | 5*  | -  |     |     |     |     |     |     |
| 7    | Maurice Trintignant | Cooper   | 4      | 4   | -   | -  |     |     |     |     |     |     |
|      | Masten Gregory      | Cooper   | 4      | -   | -   | 4  |     |     |     |     |     |     |
| 9    | Phil Hill           | Ferrari  | 3      | 3   | -   | -  |     |     |     |     |     |     |
|      | Tony Bettenhausen   | Epperly  | 3      | -   | 3   | -  |     |     |     |     |     |     |
|      | Innes Ireland       | Lotus    | 3      | -   | -   | 3  |     |     |     |     |     |     |
| 12   | Bruce McLaren       | Cooper   | 2      | 2   | -   | -  |     |     |     |     |     |     |
|      | Paul Goldsmith      | Epperly  | 2      | -   | 2   | -  |     |     |     |     |     |     |
|      | Jean Behra          | Ferrari  | 2      | -   | -   | 2  |     |     |     |     |     |     |
| 15   | Stirling Moss       | Cooper   | 1      | -   | -   | 1* |     |     |     |     |     |     |

| Pos. | Écurie        | Points | MON | 500 | NL | FRA | GBR | ALL | POR | ITA | USA |
| ---- | ------------- | ------ | --- | --- | -- | --- | --- | --- | --- | --- | --- |
| 1    | Cooper-Climax | 14     | 8   | -   | 6  |     |     |     |     |     |     |
| 2    | BRM           | 8      | -   | -   | 8  |     |     |     |     |     |     |
|      | Ferrari       | 8      | 6   | -   | 2  |     |     |     |     |     |     |
| 4    | Lotus-Climax  | 3      | -   | -   | 3  |     |     |     |     |     |     |

## À noter
- 1re victoire en championnat du monde pour Jo Bonnier.
- 1re victoire en championnat du monde pour BRM en tant que constructeur ; BRM compte trois victoires hors championnat entre 1950 et 1958[2].
- 1re victoire en championnat du monde pour BRM en tant que motoriste.
- 1re et unique pole position en championnat du monde pour Joakim Bonnier.
- 1er et unique podium en championnat du monde pour Joakim Bonnier.